# Caio Castro
Caio de Castro Castanheira (São Bernardo do Campo, 22 de janeiro de 1989) é um ator, apresentador, piloto automobilístico e empresário brasileiro.

## Biografia
Nascido na cidade de São Bernardo do Campo no estado de São Paulo, numa família portuguesa — seu pai e sua avó são portugueses. Em 2007, aos 18 anos de idade, saiu da casa dos pais, Vitor Castanheira e Sandra Castro, para morar sozinho em um apartamento na cidade do Rio de Janeiro.
Em março de 2012, Caio inaugurou seu primeiro empreendimento, o restaurante Bistrô Faria Lima, localizado na cidade de São Paulo. Em dezembro de 2012, inaugurou o seu segundo negócio, a casa noturna Villa Carioca, também na cidade de São Paulo. Em setembro de 2017, se tornou sócio da hamburgueria The Black Beef.

## Carreira

### Como ator

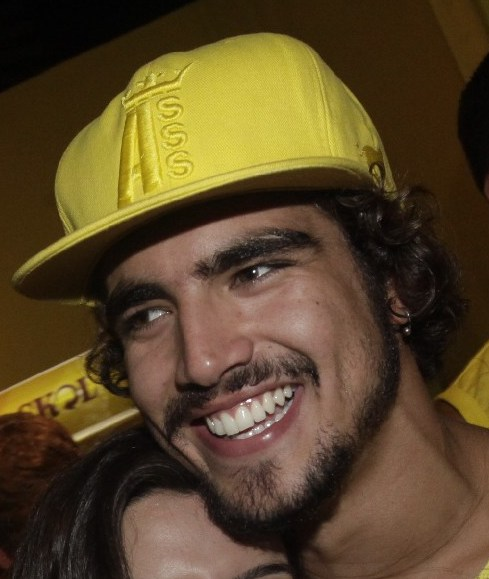
Castro em 2013.

Sua primeira aparição da televisão, ocorreu no final de 2007, quando participou do quadro Concurso Casal Malhação, sendo escolhido para integrar no elenco da décima quinta temporada de Malhação, onde permaneceu por mais duas temporadas, interpretando Bruno. Em 2009 foi escolhido para ser repórter do quadro Menina Fantástica, exibido no programa Fantástico da TV Globo.
Em 2010 integrou o elenco da novela Ti Ti Ti, interpretando o protagonista Edgar. Em 2011 atuou na novela Fina Estampa no papel do ambicioso estudante de medicina José Antenor.
Em 2013 atuou no elenco da novela das nove Amor à Vida, interpretando o médico Michel. Em 2014 esteve cotado para ser o protagonista de Boogie Oogie, porém acabou recusando o papel, para se dedicar ao cinema, sendo substituído pelo ator Marco Pigossi. No mesmo ano, Caio estreou no cinema, interpretando o judoca Max Trombini no filme A Grande Vitória.
Em 2014 fez uma participação na série Lili, a Ex como Fred. Em 2015, antagonizou a novela das sete I Love Paraisópolis interpretando Grego. No mesmo ano, viveu Júlio no filme Travessia. e interpetou o jornalista Beto no longa-metragem Se a Vida Começasse Agora.
Em 2017 interpretou o sedutor D. Pedro I do Brasil na novela das seis Novo Mundo. Em 2018 decide não renovar com a TV Globo e ter apenas contrato por obra com a emissora. Em seguida, assinou com a MTV e apresentou a quarta temporada do reality Are You the One? Brasil. Em 2019 participou da série Os Roni exibida no canal Multishow, como o galã Juliano José. No mesmo ano, interpreta o lutador de boxe Rocky na novela das nove A Dona do Pedaço.
Em 2022 protagonizou ao lado de Thati Lopes, na Netflix, seu primeiro longa feito para a plataforma, a comédia romântica Esposa de Aluguel. Em 19 de outubro estreou como um dos protagonistas da novela Todas as Flores, uma produção exclusiva do Globoplay, onde interpreta o bad boy Pablo.
Em setembro de 2024, após 18 anos de carreira, decide abandonar a atuação, para se dedicar integralmente ao automobilismo, no qual atua como piloto de Stock Car.
| “                                                                          | Eu tentei, em 2022, conciliar os dois. Não consegui, pois não dá para fazer tudo na alta performance e com excelência. Então tive que optar, após quase dezoito anos dedicados à carreira de ator, segui de uma forma estruturada, calma e bem planejada para me dedicar às pistas, trabalho no qual vinha fazendo concomitantemente à carreira de ator desde 2008. Agora necessitou uma atenção maior. | ” |
| — Caio Castro, para a revista Veja, sobre a decisão de mudar de profissão. | |   |

### Como piloto

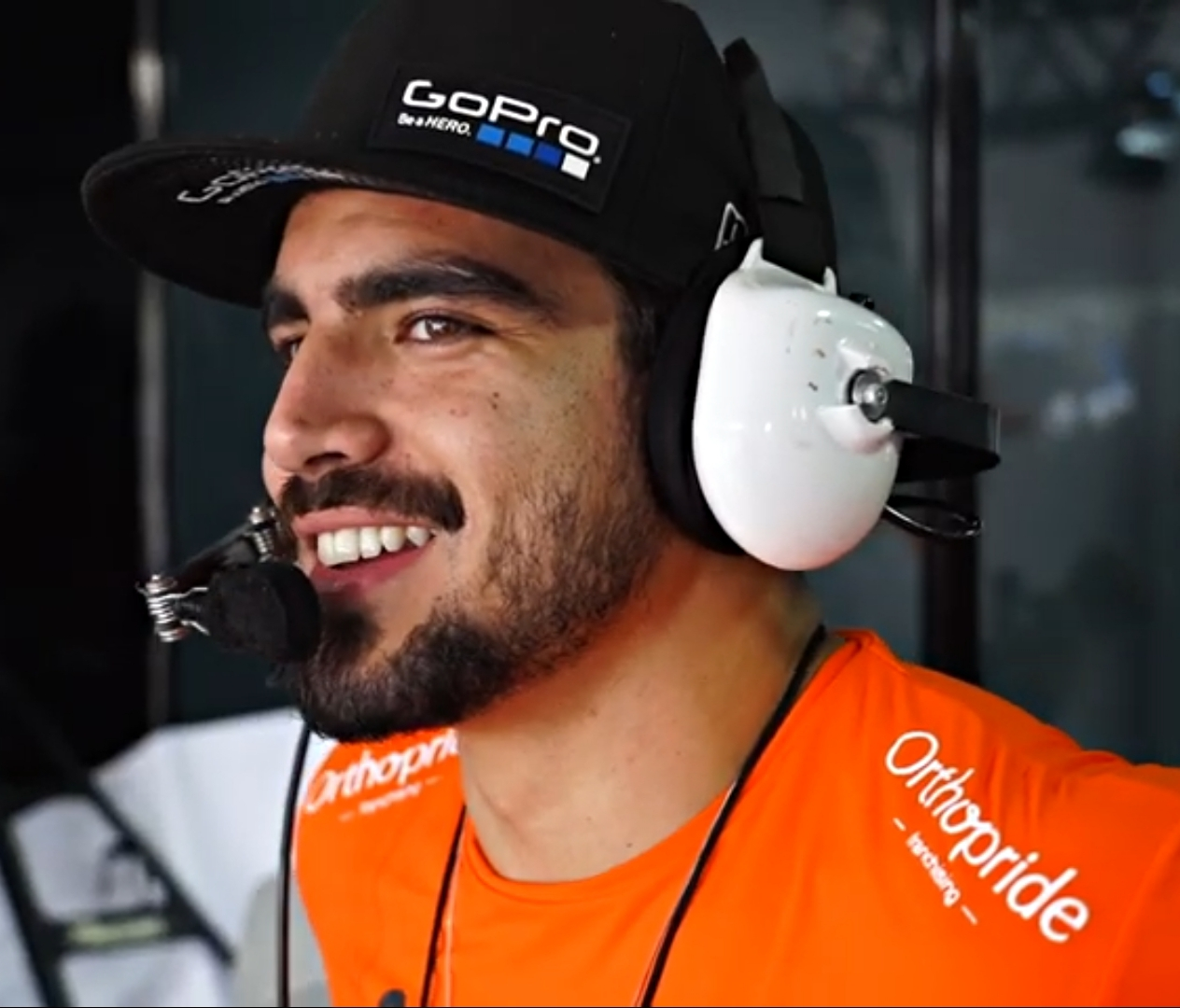
Castro nos bastidores da STOCK CAR em maio de 2019.

Caio Castro fez sua estreia como piloto profissional no dia 29 de maio de 2021. A primeira corrida da sua carreira ocorreu na abertura da temporada 2021 da Porsche Cup Brasil no Autódromo Velo Cittá em Mogi Guaçu, interior do estado de São Paulo, no sábado ele encerrou a prova na 12ª colocação, e no domingo ele teve um acidente de média proporção quando seu Porsche tirou as rodas dianteiras do asfalto do Velo Cittá em um toque com o piloto Bruno Campos, quando tentava ultrapassá-lo, o seu carro teve o radiador furado de imediato com a colisão, o que o obrigou a abandonar a corrida, devida a segurança do bólido ele não se feriu.
Caio disputa os eventos com um GT3 da equipe Red Ram, em um tom escudo de vermelho, número 22. O campeonato conta com 13 eventos ao longo do ano em autódromos nacionais, disputados em duas corridas por final de semana em que há evento, a primeira no sábado, a segunda aos domingos. 

#### Primeira vitória da carreira
Em uma corrida tensa no dia 18 de julho de 2021, no Autódromo de Interlagos, Caio Castro venceu sua primeira prova na carreira superando acidentes, pedaços de carros dos adversários que se tocaram na pista ao longo da corrida e até mesmo a tensão de uma bandeira vermelha, provando seu valor como piloto profissional e sanando qualquer dúvida em relação ao seu mérito e habilidade nas competições.
Na ocasião, Caio largou na 2ª posição atrás do pole do dia, André Gaidzinski. Ainda na 1ª volta de prova, Caio ultrapassou Gaidzinski subindo a curva da junção já na primeira colocação, ele enfrentou forte pressão de Cristian Mohr nas últimas voltas para subir ao lugar mais alto do pódio pela primeira vez.
Sempre presente nas corridas do seu namorado, Grazi Massafera foi a convidada para dar a bandeira quadriculada, coroando a vitória com chave de ouro, em uma data inesquecível para o piloto e ator. A corrida foi transmitida para todo o Brasil pela Band em TV Aberta e no YouTube. Caio foi o 100ª piloto a vencer pela primeira vez nos 16 anos de história até então da Porsche Cup Brasil.

## Vida pessoal
Caio Castro perdeu a virgindade aos 15 anos.
Em 2007 namorou por três meses com a atriz Sophie Charlotte, quando contracenaram juntos na décima quinta temporada de Malhação. Em 2013 teve um breve relacionamento com Naise Francine Aquino, com quem teve uma filha chamada Valentina, nascida em novembro do mesmo ano e falecida com apenas três dias de vida, devido a uma má formação.
Em 2013, durante as gravações da novela Amor à Vida, iniciou um relacionamento com a atriz Maria Casadevall, seu par romântico na novela. O relacionamento chegou ao fim em 2015 logo após o fim das gravações da novela I Love Paraisópolis, onde também contracenaram juntos.
Em 2018 namorou a modelo Mariana D'Ávila. Em setembro de 2019 iniciou um relacionamento com a atriz Grazi Massafera.
Caio Castro e Grazi Massafera terminaram a sua relação em agosto de 2021.
O ator teve uma breve relação com a atriz e modelo brasileira Larissa Bonesi. De 2022 a 2023, o ator namorou a modelo Daiane de Paula.

## Controvérsias

### Acusação de homofobia
Em novembro de 2011, Caio foi acusado de homofobia após dizer em uma entrevista para a revista Quem que era melhor ter fama de "pegador" do que de "veado". Ao ser questionado sobre o comentário, Castro disse que não tinha nenhum preconceito contra os homossexuais e que a sua fala teria sido interpretada de uma maneira distorcida.

### Indenização por agressão
Em dezembro de 2016, Caio foi expulso de uma festa em Trancoso, Bahia, por agredir o fotógrafo André Ligeiro, após ele registrar fotos sem a sua permissão. Após o ocorrido, o fotógrafo processou o ator, pedindo uma indenização por danos morais no valor de cem mil reais. Porém o Tribunal de Justiça arbitrou o valor e Caio foi condenado a pagar "apenas" sete mil reais a André.

## Filmografia

### Televisão
| Ano  | Título                  | Personagem / Cargo                  | Notas                             |
| ---- | ----------------------- | ----------------------------------- | --------------------------------- |
| 2007 | Caldeirão do Huck       | Participante                        | Quadro: "Concurso Casal Malhação" |
| 2007 | Malhação                | Bruno Oliveira Guimarães            | Temporadas 15, 16, 17             |
| 2010 | Ti Ti Ti                | Edgar Sampaio                       |                                   |
| 2011 | Fina Estampa            | José Antenor da Silva Pereira       |                                   |
| 2013 | Amor à Vida             | Michel Gusmão                       |                                   |
| 2014 | Saltibum                | Participante (Capitão)              | Temporada 1                       |
| 2015 | I Love Paraisópolis     | Gregório Evangelista Mourão (Grego) |                                   |
| 2017 | Novo Mundo              | Dom Pedro I, Príncipe do Brasil     |                                   |
| 2018 | Are You the One? Brasil | Apresentador                        |                                   |
| 2019 | Os Roni                 | Juliano José                        | Episódio: "Galã de Nove(lha)"     |
| 2019 | A Dona do Pedaço        | Rock Macondo                        |                                   |
| 2020 | A Vila                  | Caio                                | Episódio: "Fake News"             |
| 2021 | Nos Tempos do Imperador | Dom Pedro I, Príncipe do Brasil     | Episódio: "9 de agosto"           |
| 2022 | Todas as Flores         | Pablo Xavier Barreto                |                                   |

### Cinema
| Ano  | Título                       | Personagem                 |
| ---- | ---------------------------- | -------------------------- |
| 2014 | Confissões de Adolescente    | Ele mesmo                  |
| 2014 | Tinker Bell: Fadas e Piratas | Capitão James Gancho (voz) |
| 2014 | A Grande Vitória             | Max Trombini               |
| 2015 | Travessia                    | Júlio                      |
| 2022 | Esposa de Aluguel            | Luiz                       |

## Prêmios e indicações
| Ano  | Prêmio                                         | Categoria                                | Indicação               | Resultado |
| ---- | ---------------------------------------------- | ---------------------------------------- | ----------------------- | --------- |
| 2008 | Melhores do Ano Minha Novela                   | Revelação do Ano                         | Malhação                | Venceu    |
| 2008 | Prêmio Extra de Televisão                      | Melhor Revelação                         | Malhação                | Indicado  |
| 2008 | Meus Prêmios Nick                              | Revelação do Ano                         | Malhação                | Indicado  |
| 2008 | Meus Prêmios Nick                              | Ator Favorito                            | Malhação                | Indicado  |
| 2008 | Prêmio Jovem Brasileiro                        | Ator Revelação                           | Malhação                | Venceu    |
| 2008 | Prêmio Arte Qualidade Brasil                   | Melhor Ator de Telenovela                | Malhação                | Indicado  |
| 2008 | Capricho Awards                                | Ator Nacional                            | Malhação                | Indicado  |
| 2008 | Capricho Awards                                | Colírio Nacional                         | Malhação                | Indicado  |
| 2008 | Capricho Awards                                | Melhor Capa da Capricho                  | Caio Castro             | Indicado  |
| 2009 | Capricho Awards                                | Colírio Nacional                         | Malhação                | Indicado  |
| 2009 | Prêmio Contigo! de TV                          | Melhor Ator Revelação                    | Malhação ID             | Indicado  |
| 2010 | Capricho Awards                                | Melhor Ator Nacional                     | Ti Ti Ti                | Venceu    |
| 2010 | Capricho Awards                                | Colírio Nacional                         | Ti Ti Ti                | Venceu    |
| 2010 | Melhores do ano - site "Portal O Planeta TV"   | Melhor Par Romântico (com Isis Valverde) | Ti Ti Ti                | Venceu    |
| 2010 | Melhores do ano - site "MdeMulher" (Ed. Abril) | Gato do Ano                              | Ti Ti Ti                | Venceu    |
| 2010 | Melhores do Ano Minha Novela                   | Melhor Casal (com Isis Valverde)         | Ti Ti Ti                | Venceu    |
| 2011 | Meus Prêmios Nick                              | Gato do Ano                              | Ti Ti Ti                | Venceu    |
| 2011 | Prêmio Contigo! de TV                          | Melhor Ator                              | Ti Ti Ti                | Indicado  |
| 2011 | Melhores do Ano                                | Melhor Ator Coadjuvante                  | Ti Ti Ti                | Indicado  |
| 2011 | Capricho Awards                                | Melhor Ator Nacional                     | Fina Estampa            | Indicado  |
| 2011 | Capricho Awards                                | Colírio Nacional                         | Fina Estampa            | Indicado  |
| 2012 | Troféu Imprensa                                | Melhor Ator                              | Fina Estampa            | Indicado  |
| 2012 | Prêmio Contigo! de TV                          | Melhor Ator                              | Fina Estampa            | Indicado  |
| 2012 | Capricho Awards                                | Gato Nacional                            | Fina Estampa            | Indicado  |
| 2012 | Capricho Awards                                | Melhor Instagram                         | Caio Castro             | Indicado  |
| 2013 | Capricho Awards                                | Melhor Capa da Capricho                  | Caio Castro             | Indicado  |
| 2013 | Capricho Awards                                | Ator Nacional                            | Amor à Vida             | Venceu    |
| 2013 | Capricho Awards                                | Colírio Nacional                         | Amor à Vida             | Indicado  |
| 2013 | Capricho Awards                                | Troféu Pegação (com Maria Casadevall)    | Amor à Vida             | Indicado  |
| 2013 | Prêmio Extra de Televisão                      | Ídolo Teen                               | Amor à Vida             | Venceu    |
| 2013 | Capricho Awards                                | Ator Nacional                            | Amor à Vida             | Venceu    |
| 2013 | Prêmio Jovem Brasileiro                        | Mehor Ator                               | Amor à Vida             | Venceu    |
| 2013 | Melhores do UOL e PopTevê                      | Par Romântico (com Maria Casadevall)     | Amor à Vida             | Indicado  |
| 2013 | Melhores do Ano                                | Melhor Ator Coadjuvante                  | Amor à Vida             | Indicado  |
| 2014 | Troféu Imprensa                                | Melhor Ator                              | Amor à Vida             | Indicado  |
| 2014 | Hollywood Brazilian Film Festival              | Melhor Ator                              | A Grande Vitória        | Indicado  |
| 2014 | Meus Prêmios Nick                              | Gato do Ano                              | Caio Castro             | Indicado  |
| 2015 | Prêmio Jovem Brasileiro                        | Melhor Ator                              | I Love Paraisópolis     | Venceu    |
| 2015 | Capricho Awards                                | Ator Nacional                            | I Love Paraisópolis     | Venceu    |
| 2016 | Troféu Imprensa                                | Melhor Ator                              | I Love Paraisópolis     | Indicado  |
| 2016 | Troféu Internet                                | Melhor Ator                              | I Love Paraisópolis     | Indicado  |
| 2016 | Meus Prêmios Nick                              | Gato do Ano                              | Caio Castro             | Indicado  |
| 2017 | Prêmio Contigo! Online                         | Melhor Ator                              | Novo Mundo              | Indicado  |
| 2017 | Prêmio Jovem Brasileiro                        | Melhor Ator                              | Novo Mundo              | Venceu    |
| 2017 | Melhores do Ano NaTelinha                      | Melhor Ator                              | Novo Mundo              | Indicado  |
| 2017 | Melhores do Ano Minha Novela                   | Melhor Ator (crítica)                    | Novo Mundo              | Venceu    |
| 2017 | Melhores do Ano Minha Novela                   | Melhor Casal (com Letícia Colin)         | Novo Mundo              | Indicado  |
| 2017 | Troféu Nelson Rodrigues                        | Homenagem                                | Novo Mundo              | Venceu    |
| 2018 | Troféu Imprensa                                | Melhor Ator                              | Novo Mundo              | Indicado  |
| 2018 | Troféu Internet                                | Melhor Ator                              | Novo Mundo              | Indicado  |
| 2018 | Prêmio Extra de Televisão                      | Melhor Ator                              | Novo Mundo              | Indicado  |
| 2018 | Prêmio Jovem Brasileiro                        | Melhor Ator                              | Caio Castro             | Venceu    |
| 2018 | Prêmio Jovem Brasileiro                        | Melhor Apresentador                      | Are You the One? Brasil | Indicado  |
| 2019 | Prêmio Jovem Brasileiro                        | Melhor Ator                              | A Dona do Pedaço        | Venceu    |
| 2019 | Séries em Cena Awards                          | Melhor Ator                              | A Dona do Pedaço        | Venceu    |
| 2019 | Troféu AIB de Imprensa                         | Melhor Ator                              | A Dona do Pedaço        | Indicado  |
| 2020 | Prêmio Jovem Brasileiro                        | Melhor Ator                              | Caio Castro             | Venceu    |
| 2020 | Meus Prêmios Nick                              | Artista de TV Masculino                  | Caio Castro             | Indicado  |
| 2020 | Meus Prêmios Nick                              | Ship do Ano                              | Caio e Grazi Massafera  | Indicado  |
| 2020 | Prêmio Contigo! de TV                          | Casal do Ano                             | Caio e Grazi Massafera  | Indicado  |
| 2020 | Prêmio F5                                      | Casal do Ano                             | Caio e Grazi Massafera  | Venceu    |
| 2020 | Prêmio F5                                      | Homem Mais Sexy                          | Caio Castro             | Venceu    |
| 2021 | Prêmio Jovem Brasileiro                        | Melhor Ator                              | Caio Castro             | Venceu    |
| 2021 | Troféu Internet                                | Melhor Ator                              | Caio Castro             | Indicado  |
| 2023 | Prêmio iBest                                   | Influenciador Protagonista               | Todas as Flores         | Pendente  |